# فيرجيل بيرنت
فيرجيل بيرنت (بالإنجليزية: Virgil Burnett)‏ هو رسام توضيحي وكاتب أمريكي، ولد في 11 يناير 1928 في ويتشيتا في الولايات المتحدة، وتوفي في 2012.